# Liste von Wegekreuzen und Bildstöcken in Mönchengladbach

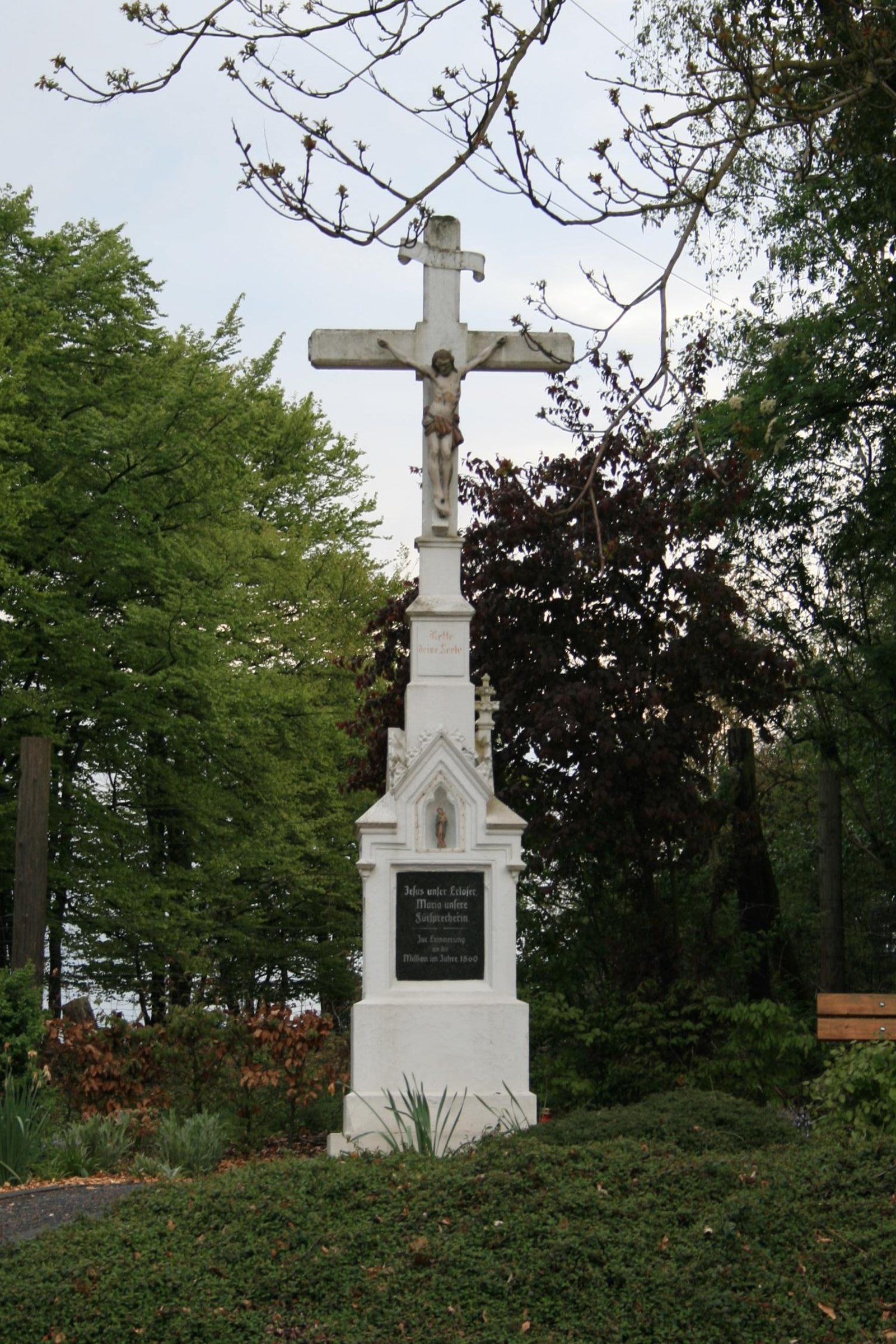
Wegekreuz in Rasseln

Die Liste von Wegekreuzen und Bildstöcken in Mönchengladbach ist nach Stadtbezirken untergliedert. Genannt werden Wegekreuze,  Ablasskreuze und Bildstöcke.

## Liste
- Ablasskreuz Schriefers
- Bildstock Großheide/Kampsheide
- Hochkreuz Giesenkirchen
- Hochkreuz Görresstraße/Hardter Straße
- Hochkreuz (Hardt)
- Hochkreuz Hardt-Venn
- Hochkreuz Venn
- Holter Kreuz
- Kruzifix An der Kirche 6
- Missionskreuz Giesenkirchen
- Missionskreuz Rasseln
- Wege- und Ablasskreuz Kohr
- Wegekreuz Altenbroicher Straße
- Wegekreuz Am Leloher Pfad
- Wegekreuz Gerkerather Mühle
- Wegekreuz Giesenkirchen
- Wegekreuz Hansastraße
- Wegekreuz Hardt
- Wegekreuz Heckstraße
- Wegekreuz Hochstraße
- Wegekreuz Klusenstraße
- Wegekreuz Kothausen
- Wegekreuz Rasseln
- Wegekreuz Sittard
- Wegekreuz Stahlenend
- Wegekreuz Viersener Straße 115
- Wegekreuz Wanlo
- Dorfkreuz Winkeln